# ケイティ・グリフィン
ケイティ・グリフィン (Katie Griffin, 1973年1月14日 -) は, カナダの女優と歌手。

## 出演作品
- マックスとルビー - ルビー
- 6ティーン - リディア、グウェン
- ブレースフェイス - ニーナ・ハーパー